# Direct Revenue
Direct Revenue — компания из Нью-Йорка, США, известная созданием adware- и spyware-программ.
В состав входили также Soho Digital и Soho Digital International.

## История
Ноябрь 2004. Avenue Media подала в суд на Direct Revenue за то, что продукты Direct Revenue удаляли Internet Optimizer от Avenue Media с компьютеров пользователей.
Январь 2005. Direct Revenue была предметов слухов о вовлечённости в инсталляцию файлов в Windows Media Player.
Июнь 2005. Direct Revenue была предметов слухов о вовлечённости в распространение файлов через BitTorrent.
Июль 2005. Direct Revenue была предметов слухов о вовлечённости в распространение компьютерных червей через MSN Messenger.
Август 2005. Direct Revenue была предметов слухов о вовлечённости в создание веб-сайта детского порно.
Октябрь 2005. Direct Revenue заключила договор с Kazaa о распространении через них своего клиента Adware.
Некоторые продукты от Direct Revenue:
1. Aurora. Клиент Adware, подвергавшийся критике за действия:
  1. создание файлов с именами типа «System Startup Service» или «svcproc.exe», звучащих для многих пользователей как системные файлы Windows;
  2. случайным образом генерированные имена файлов, например, qvbdnifharv.exe или dbwqis.exe для затруднения идентификации происхождения;
  3. размещение файлов в папке Windows вместо создания соответствующей папки в каталоге Program Files;
  4. неполная информация о файлах приложений в разделе «Свойства»;
  5. многочисленные процессы, возобновляющие друг друга при прерывании.
2. BestOffers
3. BetterInternet
4. Blackstonedata Transponder
5. BTGrab
6. Ceres
7. DLMax
8. LocalNRD
9. MSView
10. MultiMPP
11. MXTarget
12. MyPCTuneUp — деинсталлятор, предлагаемый DirectRevenue для их программ.
13. OfferOptimizer
14. Pynix
15. SolidPeer
16. TPS108
17. Twaintec
18. VX2 RespondMiter
19. Zserv

По данным на октябрь 2007 года, Direct Revenue заявила о самоликвидации.